# Anna Arnold Hedgeman
Anna Arnold Hedgeman, née le 5 juillet 1899 à Marshalltown, dans l'État de l'Iowa et morte le 17 janvier 1990 à Harlem (New York), est une enseignante, une militante des droits civiques, une écrivaine et une personnalité politique américaine. Elle a passé sa vie à trouver des solutions pour faire aboutir les droits des Afro-Américains et des femmes, à développer l'accès de tous à l'éducation, à lutter contre la pauvreté et toutes les formes de discrimination.

## Biographie

### Jeunesse et formation

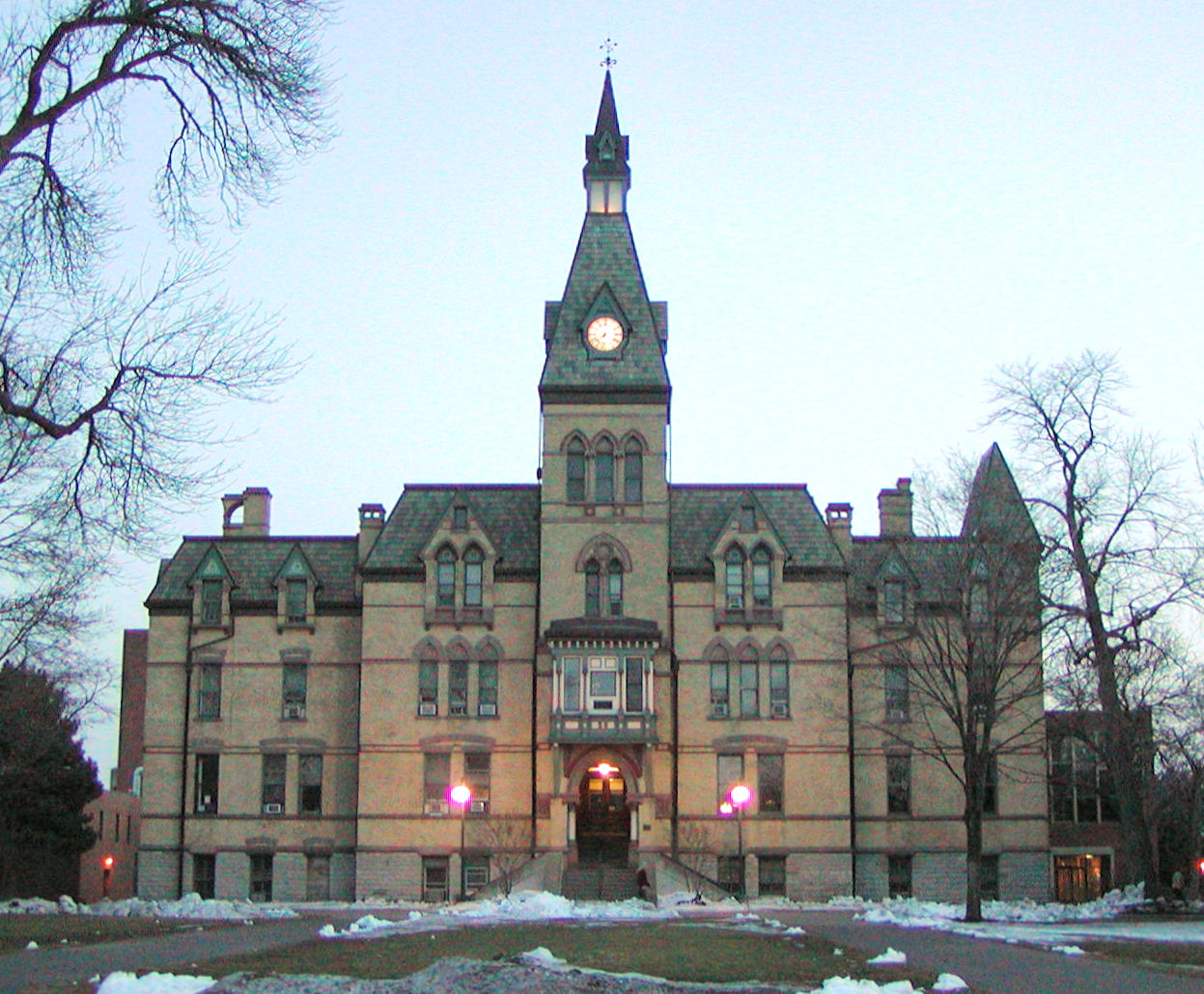
Université Hamline.

Anna Arnold est l'une des cinq  enfants de William James Arnold II et de Marie Parker Ellen Arnold. Son père William Arnold, né dans la Caroline du Sud est diplômé de l'université Clark, d'Atlanta dans la Géorgie, une fois diplômé, il quitte le Sud pour s'installer dans le Midwest. Marie Parker Ellen Arnold encourage sa fille Anna à la lecture dès qu'elle revient de ses cours. Les parents d'Anna Arnold sont des méthodistes,,,.
La famille d'Anna quitte Marshalltown pour s'installer à Anoka, dans l'état du Minnesota, une ville située à environ 30 kilomètres au nord de Minneapolis. La famille Arnold fait partie des rares Afro-Américains habitant dans la ville, majoritairement habitée par des Irlando-Américains,.

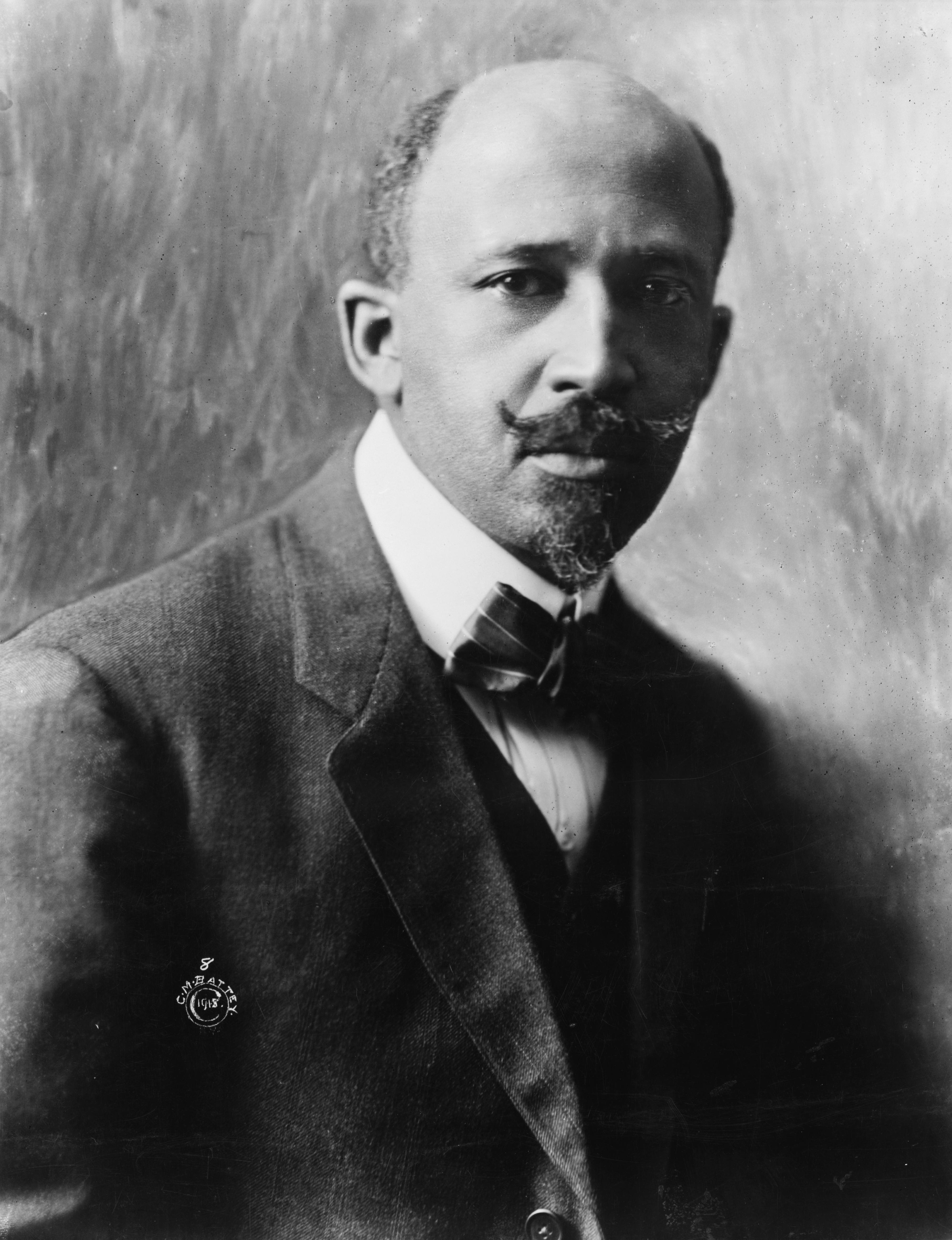
W.E.B. Du Bois.

En 1918, après ses études secondaires, Anna Arnold est admise à l'université Hamline, une université fondée par l'évêque méthodiste Leonidas Lent Hamline (en), située à Saint Paul dans le Minnesota. Anna Arnold est la première étudiante afro-américaine à en sortir diplômée, elle y obtient son Bachelor of Arts (Licence) en 1922 avec une majeure en littérature anglaise. Durant ses études elle écrit à Jessie Carney Smith (en) qu'elle ne veut plus user de la qualification de « noire » pour désigner son appartenance ethnique mais celle de « afro-américaine » rappelant l'Afrique,.  
En 1919, Anna Arnold se rend à une conférence donnée par W.E.B. DuBois au nom de la NAACP. Impressionnée, elle se hâte d'acheter The Souls of Black Folk (« Les Âmes du peuple noir »),.

### Carrière

#### L'universitaire
En septembre 1922, Anna Arnold obtient un emploi de professeure au sein du Rust College de Holly Springs dans l'État du Mississippi, le plus ancien des universités et collèges historiquement noirs. Elle y enseigne la littérature anglaise et l'histoire,,.
C'est à Holly Springs qu'elle rencontre la ségrégation raciale par l'application des lois Jim Crow dans le Mississippi. Elle est étonnée par la pauvreté de la plupart des étudiants, la vétusté des locaux et par la ségrégation envers les étudiantes exercée par leurs collègues masculins. Durant ses congés d'été Anna Arnold complète sa formation en suivant des cours auprès de l'université du Minnesota,,.  

#### La directrice de la Young Women’s Christian Association (YWCA)

Portrait photographique d'Eva del Vakia Bowles.

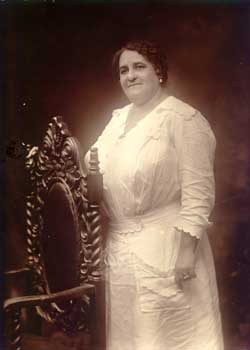
Photographie de Maggie Lena Walker.

En 1924, Anna Arnold donne sa démission au Rust College, fuit le Sud et sa ségrégation pour s'installer dans le Midwest. et grâce à l'appui de Eva del Vakia Bowles (en) et Cornella Winn est embauchée comme directrice par la section locale de la Young Women's Christian Association (branche afro-américaine) de Springfield dans l'État de l'Ohio,. 
La YWCA de Springfield est boycottée par le voisinage blanc, par ailleurs les locaux n'ont ni cafétéria, ni salle de gymnastique ni piscine. Anna Arnold a des difficultés pour obtenir la confiance des jeunes Afro-américains tout comme il lui est tout aussi difficile de donner des conférences sur les relations interraciales.  
Après avoir passé l'été 1926 à New York, de retour à Springfield, Anna Arnold demande son transfert à la section de la YWCA de Jersey City dans le New Jersey, puis en 1927 elle est secrétaire générale de la section de la YWCA de Harlem. C'est dans le cadre des missions et activités de la YWCA de Harlem, qu'Anna Arnold fait la connaissance de leaders de la communauté afro-américaine tels que Charlotte Hawkins Brown (en), Mary Church Terrell, Maggie Lena Walker, Annie Turnbo Malone (en), Mabel Keaton Staupers (en), W.E.B. DuBois, A. Philip Randolph, George Schuyler et James Weldon Johnson. Lors des soirées organisées par Maggie Lena Walker, Anna Arnold participe au mouvement culturel dit de la Renaissance de Harlem,.  

#### La grande Dépression
Pendant la Grande dépression, elle est consultante sur les problèmes raciaux pour le Bureau de secours d'urgence de New York, afin d'étudier les conditions de quasi-esclavage des femmes noires qui vendaient leurs forces de travail sur le The Bronx Slave Market dénoncé par Marvel Cooke et Ella Baker dans un article du magazine de la National Association for the Advancement of Colored People, The Crisis,.
Durant la Seconde Guerre mondiale, à la suite de l'Executive Order 8802 du président Franklin D. Roosevelt mettant fin aux discriminations d'embauche dans l'industrie de l'armement, elle travaille en tant que fonctionnaire de la Défense civile pour veiller à l'effectivité de l'application de l'Executive Order 8802 dans les industries de l'armement,.
En 1944, Anna Arnold Hedgeman est nommée directrice du Fair Employment Practice Committee (en) / Commission pour les bonnes pratiques d'emploi équitables, organisation créée en 1941 pour mettre en place l'Executive Order 8802,,,.
En 1948, déçue par les résultats obtenus, elle démissionne du Fair Employment Practice Committee (en), elle est embauchée par l'université Howard comme vice-doyenne chargée du suivi des étudiantes,,.

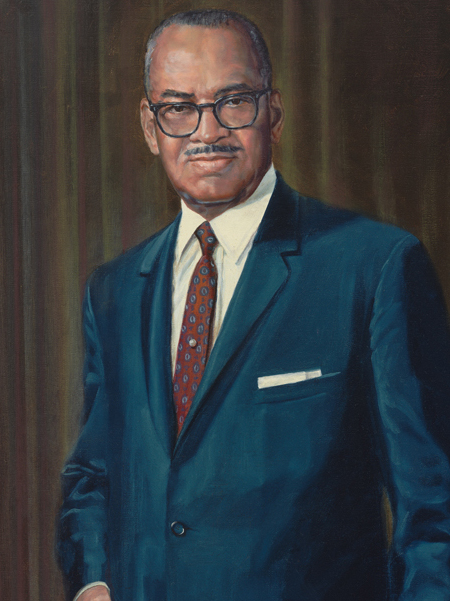
William L. Dawson, membre de la Chambre des représentants des États-Unis.

La même année, appelée par William Dawson (représentant de l’Illinois), le seul Afro-Américain siégeant à la Chambre des représentants des États-Unis, Anna Arnold Hedgeman rejoint le Parti Démocrate pour soutenir la campagne de Harry Truman pour l'élection présidentielle des États-Unis de 1948, elle est la directrice de la National Citizens Committee for the Reelection of President Truman / Rassemblement national des citoyens pour la réélection du président Truman, première organisation pour faire des Afro-Américains des acteurs majeurs pesant sur les élections présidentielles,.
De 1948 à 1953, Anna Hedgeman  est rédactrice au New York Age (en), hebdomadaire afro-américain fondé par Timothy Thomas Fortune et est consultante pour la Fuller Products Company fondé par Samuel B. Fuller (en), un brillant entrepreneur afro-américain, membre de la National Association for the Advancement of Colored People,.
En 1954, Anna Hedgeman est la première femme afro-américaine à devenir membre du cabinet du maire de New York Robert F. Wagner Jr. Elle a pour mission de faire le lien entre le quartier de Harlem et les services de la Mairie et aussi de représenter le maire pour des événements auquel il ne peut participer en raison de son agenda, par exemple c'est elle qui représente le Maire en 1955, lors des cérémonies funèbres du saxophoniste de légende Charlie Parker ou au dixième anniversaire de l'ONU. Elle occupe ce poste jusqu'en 1958,,.

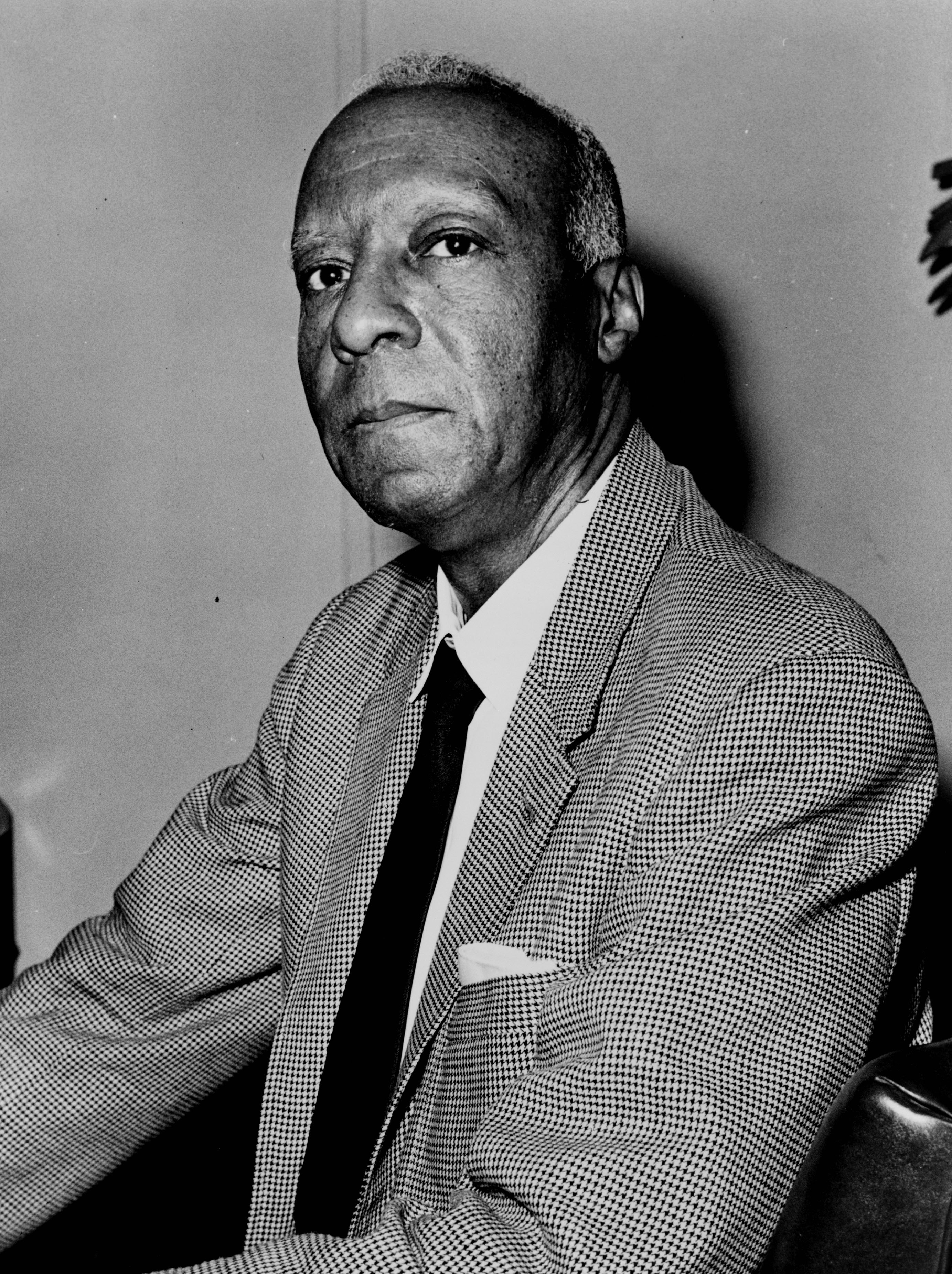
Asa Philip Randolph.

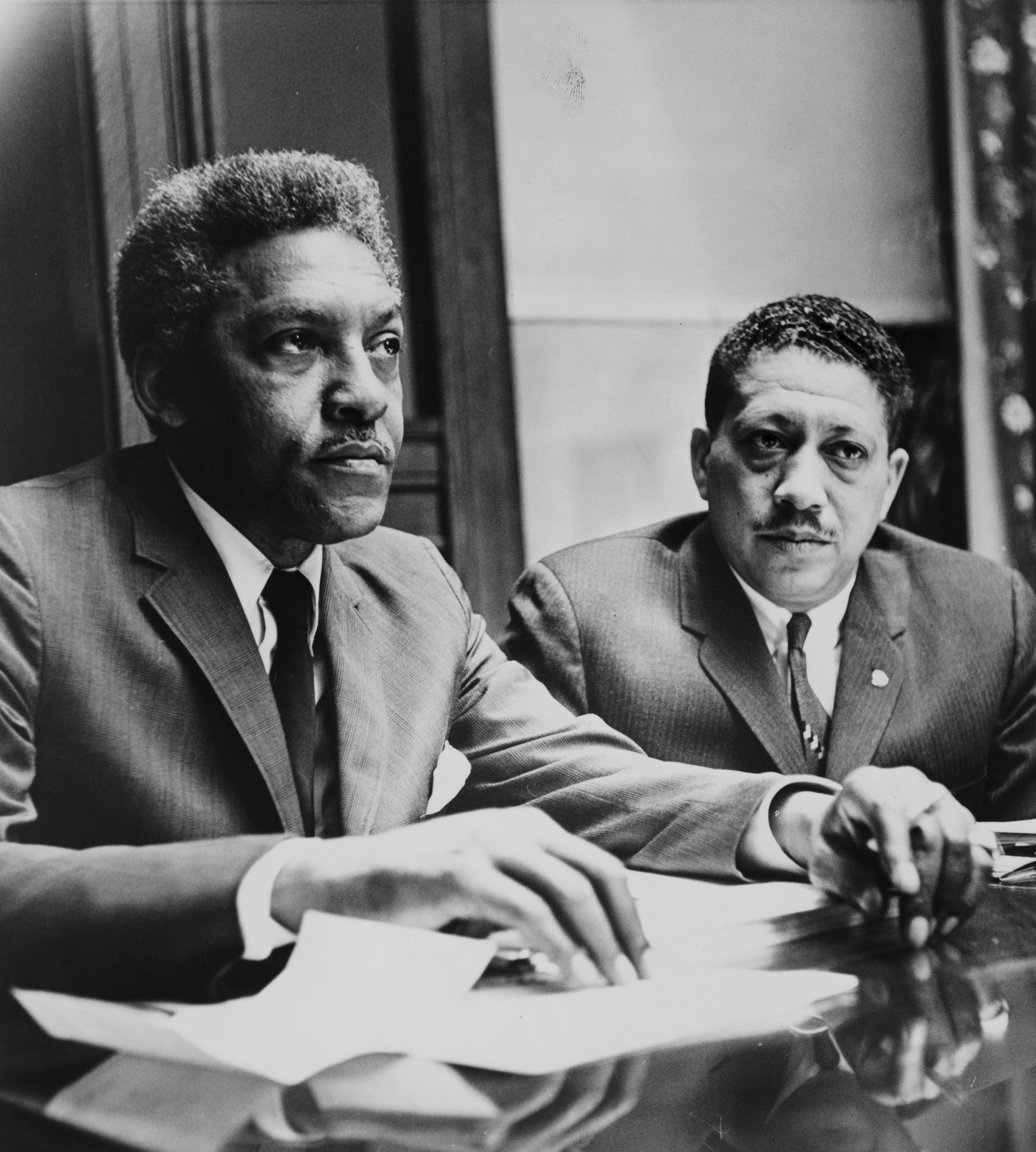
Bayard Rustin et Eugene Reed

À partir de 1960, Anna Arnold Hedgeman devient une animatrice et conférencière active des droits civiques elle devient membre de diverses associations afro-américaines ou non qui luttent en faveur de l'égalité des droits civiques : la Child Study Association / Association d'études de l'enfance, le Community Council of the City of New York / Conseil de la communauté de la ville de New York, National Urban League / Ligue nationale de l'urbanisation, la National Association for the Advancement of Colored People / Association nationale pour la promotion des gens de couleur), l'United Nations Association (en), l'Advisory Committee on Alcoholism / Comité consultatif sur l'alcoolisme, l'Advisory Committee on Drug Addiction / Conseil consultatif sur les addictions, et la National Conference for Community and Justice/ Conférence nationale pour la communauté et la justice le National Council of Churches / le Conseil national des Églises.
En 1963, elle rejoint A. Philip Randolph et Martin Luther King et Bayard Rustin pour préparer la Marche sur Washington pour l'emploi et la liberté,,, et les convainc de faire une marche commune. Elle sera la seule voix pour dénoncer la mise à l'écart des femmes, permettant la prise de parole de Joséphine Baker et Daisy Bates ; Anna Arnold Hedgeman mobilise plus de 40 000 femmes,,,, et 30 000 personnes blanches assurant ainsi la diversité de la marche, elle organise aussi le ravitaillement pour cette mobilisation.

### Archives
Les archives d'Anna Arnold Hedgeman sont déposées et consultables au département archives et manuscrits de la Bibliothèque publique de New York.

### Vie privée
En 1933, elle épouse Merritt Hedgeman, un musicien et chanteur d'opéra et de Black folk music,.

## Œuvres

### Essais
- (en-US) The Trumpet Sounds : A Memoir of Negro Leadership, New York, Holt, Rinehart and Winston, 1964, 224 p. (OCLC 558818332, lire en ligne),
- (en-US) The Gift of Chaos : Decades of American discontent, Oxford University Press, 26 mai 1977, 249 p. (ISBN 978-0-19-502196-7)

### Articles
- « The Role of the Negro Woman », The Journal of Educational Sociology, vol. 17, no 8,‎ avril 1944, p. 463-472 (10 pages) (lire en ligne ),
- « Books : A Great Book About The Negro People », Negro History Bulletin, vol. 23, no 5,‎ février 1960, p. 115-116 (2 pages) (lire en ligne ),

## Prix et distinctions
Anna Arnold Hedgeman se voit décerner un doctorat honoris causa par l'université Howard et l'université Hamline.

## Hommages
L'université Hamline a créé en son sein le Hedgeman Center for Student Diversity, dont la mission est de favoriser et développer une société inclusive par un soutien particulier aux étudiants américains de couleur, les étudiants amérindiens et les étudiants issus de milieux socialement et historiquement marginalisés.

## Pour approfondir

#### Notices dans des encyclopédies et manuels de références
- (en-US) Jessie Carney Smith (dir.), Notable Black American Women, vol. 1, Detroit, Michigan, Gale Research, 1991, 1337 p. (ISBN 9780810347496, lire en ligne), p. 483-485. ,
- (en-US) Darlene Clark Hine, Elsa Barkley Brown & Rosalyn Terborg-Penn (dir.), Black Women in America : An Historical Encyclopedia, vol. 1. A-L, Bloomington, Indiana, Indiana University Press (réimpr. 1994, 1998, 2005) (1re éd. 1990), 744 p. (ISBN 9780926019614, lire en ligne), p. 549-552. ,
- (en-US) Shirelle Phelps (dir.), Contemporary Black Biography, volume 22, Detroit, Michigan, Gale Research Inc., 6 août 1999, 303 p. (ISBN 9780787624194, lire en ligne), p. 90-93,
- (en-US) Paul Finkelman, Encyclopedia of African American History, 1896 to the Present : From the Age of Segregation to the Twenty-First Century, vol. 2. D-I, New York, Oxford University Press, USA, 2 février 2009, 541 p. (ISBN 9780195167795, lire en ligne), p. 405-406. ,
- (en-US) Julie A. Gallagher, Black Women and Politics in New York City, Urbana, Illinois, University of Illinois Press, 1er mai 2012, 280 p. (ISBN 9780252094101, lire en ligne),

#### Essais et biographies
- (en-US) Jennifer Scanlon, Until There Is Justice : The Life of Anna Arnold Hedgeman, New York (N.Y.), Oxford University Press,, 17 février 2016, 352 p. (ISBN 978-0-19-024859-8, BNF 45694740)

#### Articles
- (en-US) Joan Cook, « Anna Hedgeman Is Dead at 90 : Aide to Mayor Wagner in 1950's », The New York Times,‎ 26 janvier 1990 (lire en ligne).
- (en-US) Herb Boyd, « Anna Arnold Hedgeman and Dorothy Height were mutual friends in struggle », New York Amsterdam News,‎ 14 novembre 2013 (lire en ligne).
- (en-US) Brielle Wagner, « Anna Arnold Hedgeman : The Woman Behind the March on Washington », sur New York Minute Mag, 4 septembre 2017,
- (en-US) Linda Napikoski, « Anna Arnold Hedgeman, Activist for Feminism and Civil Rights », sur ThoughtCo, 12 novembre 2020,

#### Émission
- [(fr) Cherchez la femme ! (28/30) Anna Arnold Hedgeman - Le mouvement Afro-américain des droits civiques sur Arte (page consultée le 27 janvier 2023)], série en stop motion de Julie Gavras (2021), Arte, durée 0 h 4.

### Figures afro-américaines militantes des droits civiques
- Septima Poinsette Clark
- Dorothy Heights
- Marvel Cooke
- Diane Nash
- Fannie Lou Hamer
- Ruby Bridges
- Claudette Colvin
- Ella Baker
- Daisy Bates
- Aileen Hernandez